# Pokémon HeartGold y Pokémon SoulSilver
Pokémon Edición Oro HeartGold & Edición Plata SoulSilver (en inglés: Pokémon HeartGold Version & SoulSilver Version), conocidos en  Japón como Pocket Monsters HeartGold & SoulSilver (ポケットモンスター ハートゴールド & ソウルシルバー Poketto Monsutā Hātogōrudo & Sourushirubā?, lit. Pocket Monsters Corazón Dorado & Alma Plateada), son los títulos de dos videojuegos para la videoconsola portátil Nintendo DS. Ambos fueron lanzados en septiembre de 2009 en Japón, y en marzo de 2010 en Europa y América. Se trata de unos remakes en conmemoración al décimo aniversario del lanzamiento de las versiones Pokémon Oro y Plata de 1999, que fueron lanzadas para la consola Game Boy Color.
HeartGold y SoulSilver se sitúan en Johto, una de las regiones ficticias de la franquicia. La primicia del juego es convertirse en el mejor entrenador de Pokémon en las regiones de Johto y Kanto, por medio de criar y catalogar Pokémon y derrotar a otros entrenadores. Los títulos se vendieron en conjunto con un complemento llamado Pokéwalker, un podómetro que asemeja una Poké Ball y que se puede conectar con la Nintendo DS por medio de señales infrarrojas.
El director del juego, Shigeki Morimoto, buscó respetar y recrear la sensación de jugarlo para aquellos que hubieran poseído las versiones previas, a la par de buscar que se sintiera como una entrega nueva para aquellos que conocen las series desde hace pocos años. La recepción fue altamente positiva, con las dos versiones siendo de los mejores juegos puntuados para Nintendo DS de todos los tiempos en Metacritic. En marzo del 2013, las ventas combinadas de las dos versiones alcanzaron 12.67 millones, poniendo el título como uno de los mejores juegos vendidos de Nintendo DS.

## Trama y escenario

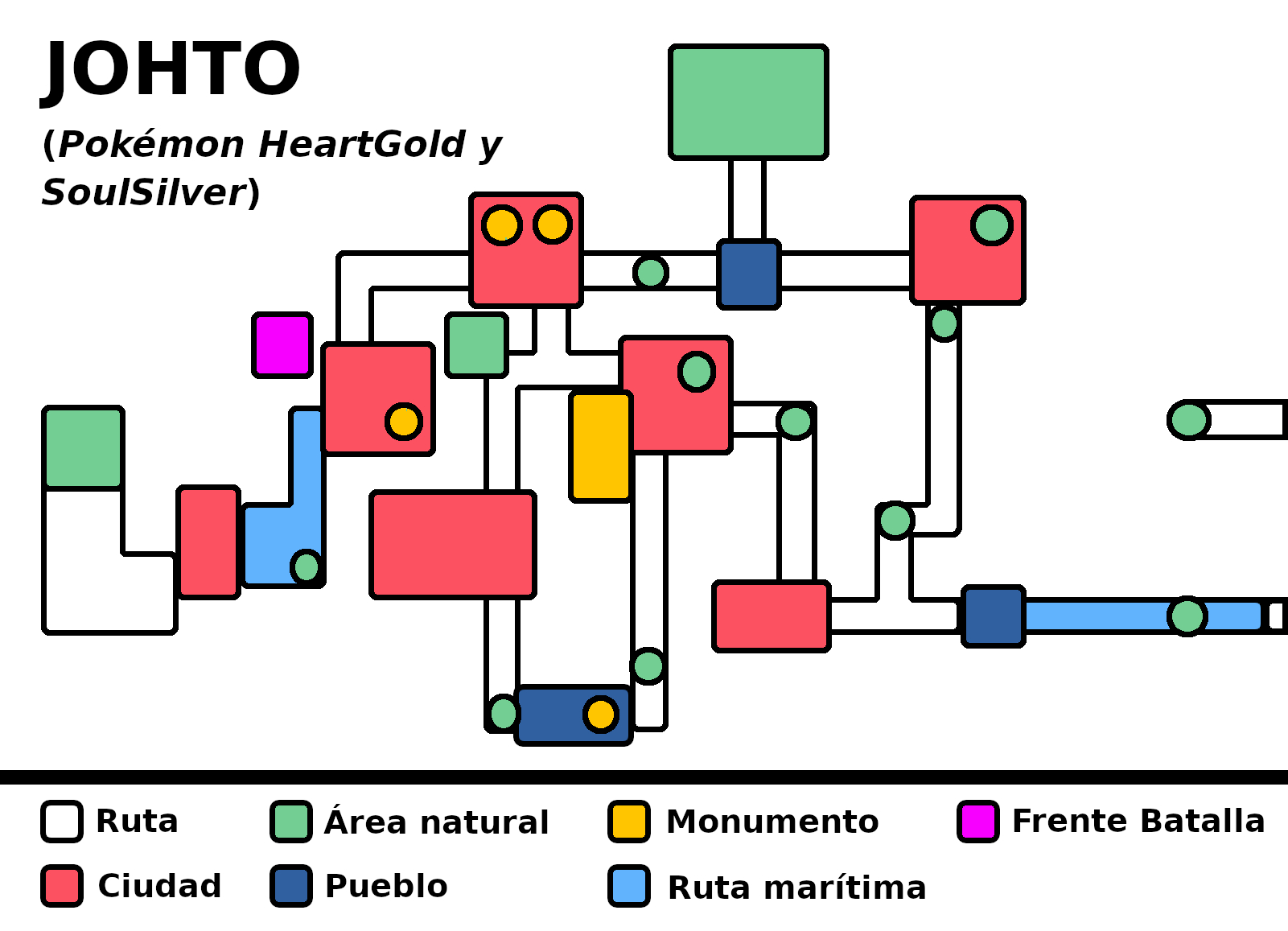
Mapa de Johto en Pokémon HeartGold y SoulSilver.

Similar a Pokémon Oro y Plata, HeartGold y SoulSilver se sitúan en la región de Johto. El universo Pokémon se centra en la existencia de criaturas llamadas Pokémon, de diversos tipos y con habilidades especiales. El protagonista es un joven entrenador Pokémon que vive en Pueblo Primavera. Al inicio de la partida, el profesor Elm ofrece al jugador un Pokémon inicial entre tres posibles: Chikorita, Cyndaquil, o Totodile. Después de realizar una entrega para el profesor, el jugador comienza un viaje por la región.
La meta consiste en convertirse en el mejor entrenador de Johto y Kanto, lo que se logra criando Pokémon, completando un catálogo de Pokémon llamado Pokédex, derrotando a los ocho Líderes de Gimnasio en Johto y al Alto Mando. Una vez conseguido esto, es posible desafiar al campeón de la Liga, para posteriormente desbloquear la región de Kanto y sus Líderes de Gimnasio. Finalmente, el jugador se puede enfrentar a Red (inglés para Rojo) en la cima del Monte Plateado.
Durante el desarrollo de la trama, el jugador se enfrentará contra miembros del Team Rocket, una organización criminal procedente de Kanto. Originalmente fueron derrotados por el protagonista de Rojo Fuego y Verde Hoja. Intentan regresar a sus actividades mientras esperan el regreso de su líder, Giovanni. Para intentar contactarlo, toman una torre sede de una emisora de radio y mandan un mensaje llamando a su jefe.
Aunque son recreaciones de las versiones Oro y Plata, los juegos incluyen elementos de la versión Cristal, como el énfasis agregado de Suicune sobre las demás bestias legendarias, al igual que el agregado de la Torre de Batalla disponible tras vencer al Alto Mando. También introdujeron características de la cuarta generación de Pokémon, como el "Parque Compi".
En ciertos puntos del juego, el rival del protagonista combatirá al jugador para probar su habilidad. A lo largo del argumento, unos combates contra chicas con kimonos desbloquean el enfrentamiento con un ave legendaria correspondiente a cada versión (Ho-Oh en HeartGold, y Lugia en SoulSilver).

## Modo de juego
HeartGold y SoulSilver son videojuegos de rol con elementos de aventura. La mecánica básica del juego se parece mucho a la de su predecesor. Como en todos los juegos de Pokémon para consolas portátiles, el juego se ve en tercera persona con perspectiva cenital, y consiste en tres pantallas principales: un mapa global, en la que el jugador controla al personaje, un escenario de batalla y el menú, donde se administra al equipo, los objetos y los ajustes de la configuración. El jugador empieza con un solo Pokémon y puede capturar más usando Poké Balls. También puede usar sus Pokémon para pelear contra otros entrenadores y ganar experiencia.
Cuando el jugador se encuentra un Pokémon salvaje o es retado por un entrenador, la pantalla se cambia a una vista de combate donde los Pokémon pelean por turnos. Durante la batalla el jugador puede utilizar un movimiento, usar un objeto, cambiar al Pokémon, o huir (excepto en luchas contra entrenadores). Los Pokémon cuentan con puntos de salud (PS); cuando estos bajan a cero, se desmayan y no pueden ser usados hasta ser curados o llevados a un Centro Pokémon. Si el jugador derrota a todos los Pokémon del contrario, su equipo gana puntos de experiencia. Tras acumularlos, un Pokémon sube de nivel; la mayoría evoluciona en una nueva especie de Pokémon cuando alcanzan cierto nivel o al cumplir ciertas condiciones.

### Nuevas características
HeartGold y SoulSilver permiten que el primer Pokémon en el equipo siga al jugador en el mapa global, similar a una mecánica de Pokémon Amarillo en la cual Pikachu sigue al usuario. Estas mecánicas también se usan en Pokémon Diamante, Perla, y Platino de forma limitada. El jugador puede interactuar con su Pokémon y este ocasionalmente recoger objetos. Un nuevo minijuego llamado "Pokéathlon" usa la pantalla táctil de la Nintendo DS y permite a los Pokémon competir en diferentes eventos, como carreras de vallas. La versión japonesa mantienen las máquinas tragamonedas que había en previos juegos, mientras que las ediciones internacionales las reemplazan por un juego nuevo llamado "Giravoltorb", descrito como una mezcla entre Buscaminas y un nonograma. Otro objeto nuevo da la posibilidad de cambiar la música de fondo a la original de 8 bits de Pokémon Oro y Plata.

### Conectividad con otros aparatos

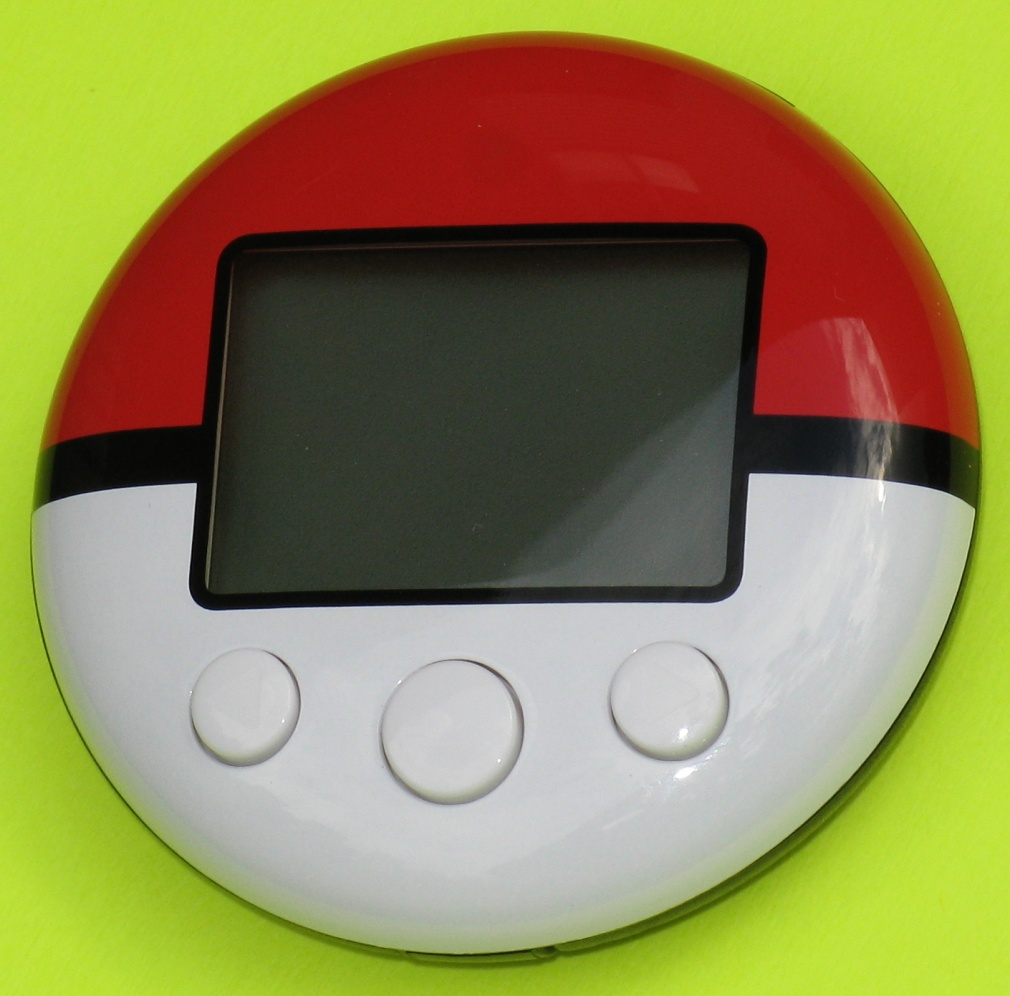
El Pokéwalker, un accesorio que fue incluido con el cartucho de los juegos.

El Pokéwalker se distribuyó en conjunto con la versión HeartGold o SoulSilver. Se trata de un pequeño aparato electrónico, mitad rojo y mitad blanco (asemejando una Poké Ball) con una pequeña pantalla y tres botones, que se conecta a la Nintendo DS vía infrarrojo de forma similar a otro juego de la misma consola llamado Personal Trainer: Walking. El Pokéwalker puede contener un solo Pokémon a la vez y debe registrarse con solamente un cartucho del videojuego. Caminar usando un Pokéwalker cargando un Pokémon puede causar que este suba de nivel y que se mejore la amistad. Además, al utilizarlo se pueden ganar "vatios", una moneda usada dentro del juego que sirve para capturar Pokémon salvajes y buscar objetos por medio de radiestesia. Pese a que todos los juegos traen este aditamento, Nintendo anunció que el precio sería el usual promedio (alrededor de ¥4,800 en Japón). HeartGold y SoulSilver pueden acceder a la conexión Wi-Fi de Nintendo para intercambiar, pelear, e interactuar con otros jugadores, al igual que con usuarios de Pokémon Diamante , Perla y Pokémon Platino. Después de completar una misión especial descargada por Wi-Fi en Pokémon Ranger: Guardian Signs, el jugador puede enviar un Deoxys a HeartGold y SoulSilver.

## Desarrollo
HeartGold y SoulSilver fueron lanzadas en 2009, 10 años después del lanzamiento de las versiones Oro y Plata para Game Boy Color. Shigeki Morimoto, el director del juego, comentó sobre el desarrollo de los remakes: "Lo primero que debía hacer era respetar los sentimientos de la gente que ya había jugado Oro y Plata hace 10 años. Creo que los jugadores tienen memorias fuertes del juego, así que pensarían cosas como: 'Ah, este entrenador aún es fuerte' y 'Si hago esto aquí, esto va a suceder'. Yo sabía que tenía que respetar esas emociones." Sin embargo, Morimoto necesitaba también que los juego se sintieran nuevos para los jugadores que llevan jugando Pokémon en los años anteriores en la Game Boy Advance o la Nintendo DS. Dentro del título, un personaje en referencia al presidente de Game Freak en Ciudad Azulona explica que el equipo trabajó duro para hacer un juego que fuera atractivo para jugadores con memorias queridas de la franquicia sin "rehacer la misma cosa". También aclara que hacer el juego fue un "reto recompensante". HeartGold y SoulSilver introdujeron muchas nuevas características ausentes en la versión Oro y Plata. Varias de estas características vinieron de los juegos de Pokémon previamente lanzados para Nintendo DS: Pokémon Diamante (2006), Perla (2006) y Platino (2008).

### Marketing y lanzamiento
Un rumor inicial en mayo de 2009 afirmaba que Nintendo pensaba rehacer las versiones Pokémon Oro y Plata; poco después, el programa de televisión japonesa Pokémon Sunday anunció un "primer anuncio exclusivo (mundialmente)" que se realizaría en su siguiente emisión. Kris Pigna de 1UP.com especuló con que esto aludía a una posibilidad de rehacer Oro y Plata para la Nintendo DS, debido a las bolas de disco de color dorado y plateado en el fondo del programa. Pigna además dijo que esto era consistente respecto a las versiones de Pokémon Rojo Fuego y Pokémon Verde Hoja, que son recreaciones mejoradas de los originales Pokémon Rojo y Azul. Varios días después Nintendo confirmó que los títulos para la Game Boy Color serían renovados como HeartGold y SoulSilver y publicaron los nuevos logos. También anunció que tendrían varias mejoras, pero se negó a ser más específico al respecto. Los juegos salieron a la venta el 12 de septiembre del 2009 en Japón para coincidir con el décimo aniversario de Oro y Plata. Junichi Masuda declaró en su blog que: "nosotros, Game Freak, hemos pasado un largo y firme tiempo desarrollando dos títulos [sic]", y que "Pokémon Oro y Plata regresarán con más emociones."

## Recepción
La recepción de los juegos ha sido positiva, con una puntuación total de 87 en Metacritic. Los títulos se encuentran entre los 20 juegos de DS mejor calificados en el sitio. La revista japonesa de videojuegos Famitsu otorgó a los juegos un puntaje de 37 sobre 40 basado en cuatro reseñas individuales, de las cuales las calificaciones fueron 9, 10, 9 y 9. Los revisores elogiaron las entregas por conservar gran parte de la calidad que los atrajo en los Oro y Plata originales. El único inconveniente mencionado fue que los juegos "no trajeron grandes sorpresas". Nintendo Power otorgó a los juegos una de las puntuaciones más altas, destacando su rejugabilidad, aunque criticó levemente que no hay mejoras en la animación gráfica de los modelos 2D de Pokémon. La revista oficial de Nintendo declaró que eran los mejores juegos de Pokémon hasta el momento. Annette Gonzalez de Game Informer declaró: "Aunque la fórmula clásica de Pokémon todavía funciona, como lo demuestra HeartGold. No puedo evitar esperar un nuevo título de Pokémon que abra nuevos caminos".
Craig Harris de IGN relató que los títulos eran "como un relleno de brechas para hacer que la espera de un nuevo juego de Pokémon sea un poco más llevadera". Jim Sterling de Destructoid declaró: "Si bien es, en esencia, el mismo juego que jugaste hace muchos años, aún se las arregla para sentirse nuevo y las características actualizadas refuerzan la experiencia original de una manera que nunca se entromete y solo mejora". Justin Haywald de 1UP.com expresó que "HeartGold y SoulSilver son fácilmente los mejores juegos de Pokémon hasta ahora". El crítico de VideoGamer.com, Jamin Smith, dijo: "Con HeartGold y SoulSilver, la serie Pokémon ha llegado a un punto en el que no puede mejorar". Keza MacDonald de Eurogamer le dio a los juegos un 9/10, afirmando que "combinan todo lo que fue lo mejor en los juegos de Pokémon más antiguos", citando los diseños de Pokémon y los gráficos mejorados y el sistema de batalla. McKinley Noble de GamePro declaró que "está claro que esta es una experiencia perfecta tanto para los entrenadores de la vieja escuela como para la nueva generación de fanáticos de Pokémon". Cliff Bakehorn III de GameZone relató: "No tengo ninguna duda: Pokémon HeartGold y SoulSilver son el pináculo de toda la serie". Nathan Meunier de GameSpot le dio a los juegos una de las puntuaciones más bajas, y los criticó por su falta de innovación.

### Ventas
En Japón, los juegos vendieron más de 1,48 millones de unidades en los dos primeros días de su lanzamiento, encabezando la tabla de ventas japonesa esa semana. En dos semanas, los juegos habían vendido un total combinado de más de 2 millones de unidades. Para el 18 de diciembre de 2009, las ventas totales japonesas de los títulos habían superado los 3,22 millones. En Australia, se vendieron más de 50.000 unidades en una semana. En Estados Unidos, los juegos lograron ventas colectivas de 1,73 millones en su primer mes, con la versión SoulSilver vendiendo 1,01 millones y HeartGold 0,76 millones de unidades. Las compras combinadas de los dos juegos los convirtieron en los juegos más vendidos de marzo de 2010. Para el 6 de mayo de 2010, los juegos habían vendido 8,40 millones de unidades en todo el mundo, y los juegos alcanzaron 10 millones de ventas en todo el mundo a finales de julio de 2010. En septiembre de 2017, las ventas combinadas de los juegos alcanzaron los 12,72 millones.